# Stieglitz (cràter)
Stieglitz és un cràter d'impacte en el planeta Mercuri de 100 km de diàmetre. Porta el nom del fotògraf estatunidenc Alfred Stieglitz (1864-1946), i el seu nom va ser aprovat per la Unió Astronòmica Internacional el 2012.